# Felipe Orejón Garrido
Felipe Orejón Garrido (Cartagena, Múrcia, ? - ?, 30 de desembre de 1937) va ser un lletrista i compositor espanyol.
De família cultivada, tot i que sense especial tradició musical, no va tenir gaires estudis musicals regulars. Va ser un dels primers compositors que es va dedicar al Cuplet en Espanya, si bé els seus principals èxits els va aconseguir a partir del 1912, amb l'aparició de les varietats selectes.
Els seus cuplets van ser interpretats per Raquel Meller, La Goya, Pastora Imperio i moltes altres cupletistes, però va ser Carmen Flores la principal intèrpret de les seves cançons i la que millor es va adaptar al seu estil. Se'l considera un successor de Chueca, ric en inspiració tot i que escàs en tècnica, i com ell les seves melodies van ser adaptades a orgues i cantades en patis. Entre les seves obres destaquen Una sesión a oscuras, Adiós Facundo, Tropiezos y Causas y efectos. Destaca també com a compositor de polkas, chotis, tangos i d'obres teatrals com El último juguete i El sastre del campillo, algunes en col·laboració amb Cayo Vela Marqueta o Vicente Romero.

## Obra

### Música escènica
- Así se escribe la historia, Pas, 1 act, 1, A. Soler
- El cuplé de la moda o La ventrílocua, Pas, 1/2 act, 1, M. Garrido, est, 15-IV-1911
- El maestro garrotín, 1, M. Garrido Centeno, est, 1911
- El nuevo género, col. M. Santonja Cantó, 1, F. Castañón de Sarritu
- El sastre del campillo, 1act, col. C. Vela Marqueta, 1, M. Garrido, est, 16-IV-1915, Te. Novedades
- El sobrino de su tío, Zarz, 1 act, 1, E. Gómez Gereda/A.Soler Junca
- El último juguete, 1 act, A. Quintero Ramírez, est, 1925, Te. Pavón
- Monumento nacional, 1 act
- Su majestad la mujer, col. V. Romero
- Y como me pica, 1, J. Martín Díaz
- Zapirón, 1, M. Garrido / V. de la Vega

### Veu i piano
- Adiós Facundo, cuplé cóm (FF)
- Agua que está en el botijo, Can-parodia (UME)
- Arrieritos somos, Can (UME, 1918)
- Arenitas del Darro, zambra argentino (CD, 1914)
- Camino de la plaza, calesera (CD, 1912)
- Capricho andaluz, intermedio (UME)
- Dime cómo andas..., cuplé (UME, 1918)
- El gauchito, pericón (UME, 1934)
- El naranjero, cuplé (UME, 1918)
- El rey conquistador, cuplé (UME, 1923)
- En la corte del rey Sol, cuplé (UME)
- La cascabeleta, Can gitana (CD, 1912)
- La cazadora de corazones, Can (CD, 1923)
- La curalotodo, cuplé (UME)
- La entente, Can (FF)
- La famosa comedianta, tonadilla (FF)
- La gitana celosa, Can gitana (CD, 1913)
- La gran indiscreta, Can (CD, 1912)
- La indiferente, cuplé (UME, 1918)
- La mariposa, Jug-intermedio (UME, 1918)
- Los dos chavalillos, bulerías (UME)
- La voluble, cuplé (UME 1922)
- Tonto perdío..., cuplé (UME, 1918)
- Una buenaza, cuplé (UME, 1919)
- Y yo... soltera, cuplé (UME, 1922)